# Torneo de Cali 2023
El Torneo de Cali 2023 (o Copa Oster 2023, por motivos comerciales) fue un torneo de tenis pertenecinte a categoría WTA 125. Se trató de la 8ª edición; el torneo tuvo lugar en la ciudad de Cali, Colombia entre el 30 de enero y el 5 de febrero de 2023.

## Cabezas de serie

### Individuales
| Tenista            | Ranking | Preclasificada |
| Réka Luca Jani     | 111     | 1              |
| Laura Pigossi      | 112     | 2              |
| Aliona Bolsova     | 144     | 3              |
| María Carlé        | 146     | 4              |
| Caroline Dolehide  | 149     | 5              |
| Hailey Baptiste    | 156     | 6              |
| Carol Zhao         | 169     | 7              |
| Fernanda Contreras | 172     | 8              |

- Ranking del 16 de enero de 2023.[2]

### Dobles
| Tenista                           | Ranking | Preclasificada |
| Aliona Bolsova Caroline Dolehide  | 94      | 1              |
| Weronika Falkowska Katarzyna Kawa | 186     | 2              |
| Anna Rogers Olivia Tjandramulia   | 264     | 3              |
| Jessie Aney Valeriya Strakhova    | 266     | 4              |

## Campeonas

### Individuales femeninos
Nadia Podoroska venció a  Paula Ormaechea por 6-4, 6-2.

### Dobles femenino
Weronika Falkowska /  Katarzyna Kawa vencieron a  Kyoka Okamura /  Xiaodi You por 6–1, 5–7, [10–6]